# Трупіал колумбійський
Трупіа́л колумбійський (Hypopyrrhus pyrohypogaster) — вид горобцеподібних птахів родини трупіалових (Icteridae). Ендемік Колумбії. Це єдиний представник монотипового роду Колумбійський трупіал (Hypopyrrhus)

## Опис
Довжина самців становить 30 см, самиць 27 см. Забарвлення повністю чорне за винятком живота, гузки і нижніх покривних пер хвоста, які є червоними. Пера на голові, потилиці і горлі мають чорні, блискучі стрижні. Райдужки жовті. Дзьоб чорний, конічної форми, загострений, лапи чорні.

## Поширення і екологія
Колумбійські трупіали мешкають в Колумбійських Андах: в горах Західного хребта на північ від гори Татама, в горах Центрального хребта від Антіокії до Путумайо і в горах Східного хребта на півдні Уїли і заході Какети. Вони живуть в кронах вологих гірських тропічних лісів, на узліссях і плантаціях та у старих вторинних заростях. Зустрічаються зграями по 5-8 птахів, іноді до 50 птахів, на висоті від 800 до 2400 м над рівнем моря. Іноді приєднуються до змішаних зграй птахів разом з конотами.
Колумбійські трупіали живляться плодами і комахами, яких шукають серед листя на деревах. Сезон розмноження у них триває з березня по серпень. Гніздо чашоподібне, діаметром 13 см, глибиною 8 см і висотою 17 см, робиться з гілок і сухого листя, розміщується в розвилці між гілками дерева. Яйця зеленувато-сірі, поцятковані темно-коричневими і фіолетовими плямками. Насиджують і самиці, і самці, їм допомагають помічники — молоді птахи з минулорічного виводка. Пташенята покидають гніздо через 14-17 днів після вилуплення. Колумбійські трупіали іноді стають жертвами гніздового паразитизму великих вашерів.

## Збереження
МСОП класифікує цей вид як вразливий. За оцінками дослідників, популяція колумбійських трупіалів становить від 2500 до 10000 дорослих птахів. Їм загрожує знищення природного середовища.